# Air Tractor AT-802
Die Air Tractor AT-802 ist ein einmotoriges Agrar- und Feuerlöschflugzeug des US-amerikanischen Herstellers Air Tractor. Bewaffnete Varianten werden zur Aufstandsbekämpfung in verschiedenen Konflikten eingesetzt.

## Geschichte
Die Entwicklung der Air Tractor AT-802 begann im Juli 1989. Der Erstflug des ersten Prototyps (N802LS) erfolgte am 30. Oktober 1990. Die erste AT-802A hatte am 6. Juli 1992 ihren Erstflug. Die Zulassung der AT-802A durch die FAA erfolgte im März; die AT-802 wurde im April 1993 und die AT-802F am 17. Dezember 1992 zugelassen. Die ersten Serienflugzeuge wurden in der zweiten Hälfte des Jahres 1993 ausgeliefert und besaßen noch die schwächeren Pratt & Whitney-PT6A-45R-Triebwerke. Sie wird als zweisitzige AT-802 und als einsitzige AT-802A für den Agrareinsatz sowie als AT-802F bzw. AT-802AF Fire Boss als Feuerlöschflugzeug mit 3000 Litern Wasserfassungsvermögen und Schwimmern gebaut. Insgesamt wurden bis ins Jahr 2005 mehr als 200 AT-802 gebaut und in die USA, nach Australien, Kanada und verschiedene europäische Länder ausgeliefert.
Die militärische Version Air Tractor AT-802U für COIN-Einsätze (Partisanen-, Banden- und Terroristenbekämpfung) wurde 2007 gebaut und erstmals 2009 auf der Luftfahrtschau Paris Le Bourget 2009 vorgestellt. Sie ist gepanzert, verfügt über ein bildgebendes Aufklärungs- und Zielsystem mit Möglichkeit zur Datenübertragung und kann mit Bomben, 12,7-mm-MGs, Raketenbehältern und Lenkwaffen ausgerüstet werden. Mit Zusatztanks kann sie eine Flugdauer von bis zu zehn Stunden erreichen.

## Konstruktion
Die Air Tractor AT-802 ist ein für diesen Einsatzzweck sehr großer Tiefdecker, der von einer Propellerturbine Pratt & Whitney Canada PT6A und einem Fünfblatt-Propeller Hartzell HC-B5MP angetrieben wird. Das dreirädrige Spornradfahrwerk ist nicht einziehbar.

## Nutzung
Nach den großen Bränden mit 41 Toten im Karmel-Gebirge im Dezember 2010 hat die israelische Regierung kurzfristig sieben Maschinen aus Spanien als Feuerlöschflugzeuge in Dienst gestellt.
Eine frühe bewaffnete Version Air Tractor AT-802 Archangel wurde im Bürgerkrieg in Libyen und im Jemen durch die Streitkräfte der Vereinigten Arabischen Emirate eingesetzt, welche sie für Grenzpatrouillen beschafft hatte. Flugzeuge der V.A.E. gelangten auch nach Jordanien.
Die AT-802U soll beim United States Special Operations Command (USSOCOM) zukünftig als bewaffnetes Überwachungsflugzeug eingesetzt werden. Insbesondere soll sie die vor der Ausmusterung stehende U-28A Draco und allgemein spezialisierte Plattformen ersetzen. Man verspricht sich hiervon auch erhebliche finanzielle Einsparungen. Geplant ist die Beschaffung von 75 Maschinen sowie zugehörigem Bedarf in Höhe von bis zu drei Milliarden US-Dollar. Zunächst sollen sechs Flugzeuge angeschafft werden. Die Einsatzbereitschaft ist für das Jahr 2026 geplant, der Abschluss des Beschaffungsprogramms für 2029.
Die Europäische Kommission finanziert mit dem rescEU-System eine Flotte von Lösch- und Evakuierungsflugzeugen, die zur Waldbrandbekämpfung in ganz Europa eingesetzt werden. Zwei Maschinen vom Typ AT-802 sind seit Juni 2023 auf dem Flugplatz Braunschweig stationiert.

## Technische Daten
| Kenngröße                 | AT-802 |
| ------------------------- | --- |
| Besatzung                 | 1 |
| Länge                     | 10,87 m |
| Spannweite                | 18,06 m |
| Höhe                      | 3,35 m |
| Flügelfläche              | 37,29 m² |
| Flügelstreckung           | 8,7 |
| max. Nutzlast             | 4360 kg |
| Leermasse                 | 2900 kg |
| max. Startmasse           | 7260 kg |
| max. Reisegeschwindigkeit | 340 km/h |
| Höchstgeschwindigkeit     | 340 km/h |
| Dienstgipfelhöhe          | 8234 m |
| Reichweite                | 800 km |
| Triebwerke                | ein P&W PT6A-65AG mit 966 kW (AT-802A) ein P&W PT6A-67AG (AT-802F) ein P&W PT6A-67R mit 1060 kW (AT-802U) |
| optionale Bewaffnung      | - AT-802 Archangel an sieben Flügel- und Unterrumpf-Aufhängungen - Hellfire AGM-114 - GBU-58 Laser Guided MK-81 - GBU-12-Laser Guided MK-82 - Roketsan Cirit - UMTAS AGM Laser Guided Missile - AT-802U an neun Flügel- und Unterrumpf-Aufhängungen - 50 cal. GAU-19/A Gatling Maschinengewehre - M260 7-tube rocket launchers |

## Zwischenfälle

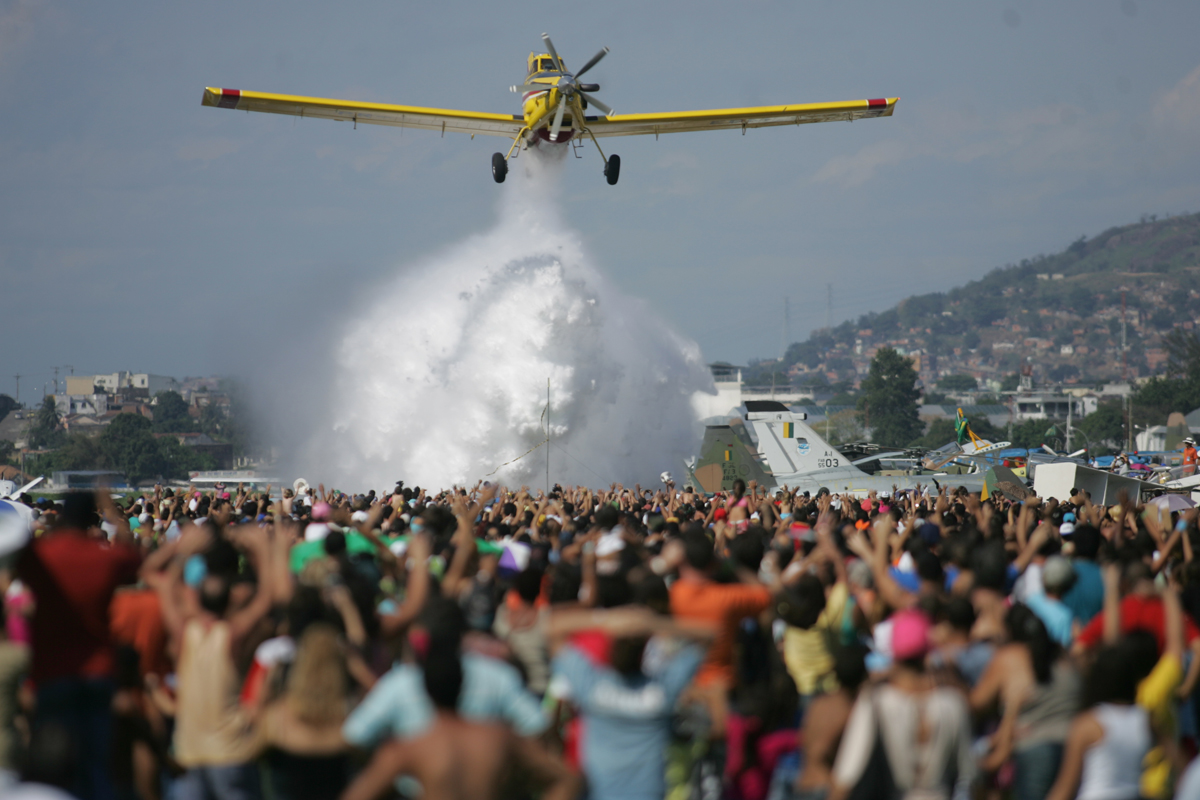
Am 14. Oktober 2006 kam es anlässlich einer Flugschau in Rio de Janeiro bei der Vorführung des Wasserabwurfs durch eine AT-802 zu einer tödlichen und mehreren schweren Verletzungen

- Am 14. Oktober 2006 trafen bei einer Flugschau in Rio de Janeiro Wassermassen eines Demonstrationsabwurfs Zuschauer. Ein 9-jähriges Mädchen erlitt tödliche Verletzungen, weitere Zuschauer wurden schwer verletzt.[12]